# Mala vas, Grebinj
Mala vas (nemško Kleindörfl) je naselje v Občini Grebinj v Okraju Velikovec na Koroškem v Avstriji.